# جوان والي
جوان والي (بالإنجليزية: Joanne Whalley)‏ هي فنانة وممثلة بريطانية، ولدت في 25 أغسطس 1964 بسالفورد في المملكة المتحدة. من الجوائز التي نالتها جائزة المسرح العالمي سنة 1989.

## أعمال

### أفلام
- (1990) نيفي سيلز
- (1994) أم الأولاد
- (1994) سكارليت
- (2018) بولص رسول المسيح

### مسلسلات
- سكارليت

## جوائز
- جائزة المسرح العالمي (1989)

## وصلات خارجية
- جوان والي على موقع IMDb (الإنجليزية)
- جوان والي على موقع ألو سيني (الفرنسية)
- جوان والي على موقع أول موفي (الإنجليزية)
- جوان والي على موقع قاعدة بيانات برودواي على الإنترنت (الإنجليزية)
- جوان والي على موقع قاعدة بيانات الأفلام السويدية (السويدية)
- جوان والي على موقع إن إن دي بي (الإنجليزية)
- جوان والي على موقع ديسكوغز (الإنجليزية)
- جوان والي على موقع قاعدة بيانات الفيلم (الإنجليزية)
- جوان والي على موقع كينوبويسك (الروسية)